# くぼたのぞみ
くぼた のぞみ（1950年1月4日 - ）は、日本の翻訳家・詩人。

## 略歴
北海道新十津川出身。北海道滝川高校、東京外国語大学フランス語科卒業。

## 人物
アフリカから発信される文学の翻訳者として知られる。
1989年にブッカー賞受賞作『マイケル・K』の翻訳で、南アフリカ出身のノーベル文学賞作家、J・M・クッツェーを日本に紹介した。クッツェー作品の翻訳にはほかにも、自伝的三部作の第一部『少年時代』や、アパルトヘイト末期に書かれた『鉄の時代』があり、これは池澤夏樹個人編集の世界文学全集第1期に初訳として入った。『少年時代』は第二部『青年時代』、第三部『サマータイム』とともに、作者が一巻にまとめた原著を『サマータイム、青年時代、少年時代 - 辺境からの三つの〈自伝〉』として翻訳、出版している。さらに2017年にはクッツェーのデビュー作『ダスクランズ』を新訳し、翌年2018年には英語版のない『モラルの話』をスペイン語の次に日本語版として訳出した。
アパルトヘイト体制下の抑圧の厳しい時代にボツワナへ出国した女性作家ベッシー・ヘッドの短編集『優しさと力の物語』や、南アフリカの先住民文学の皮切りであるとともにアパルトヘイト解放闘争の裏面史を描いたゾーイ・ウィカムの『デイヴィッドの物語』など、南アフリカと縁の深い文学を紹介しつづけている。
また、ナイジェリア出身の作家チママンダ・ンゴズィ・アディーチェを紹介するため日本独自版の短編集『アメリカにいる、きみ』を編集翻訳し、ビアフラ戦争を背景にした長編ラブストーリー『半分のぼった黄色い太陽』のヒットを生む。さらに第二短編集『明日は遠すぎて』を編集・翻訳し、両短編集のベスト・セレクション『なにかが首のまわりに』を文庫の形で出版、これは2009年に英語版で出た短編集の翻訳である。またアフリカ人として初めて全米批評家協会賞を受賞した長編傑作『アメリカーナ』（も訳出している。
ほかにもメキシコ系アメリカ人作家サンドラ・シスネロスやハイチ系アメリカ人作家エドウィージ・ダンティカ、フランスの海外県であるカリブ海のグアドループ出身の作家マリーズ・コンデなど、国境、言語、民族といった境界を越えて往還する作家も手がける。
翻訳紹介する作品の同時代的コンテキストを重要視する姿勢が特徴である。
また2016年に発表された著書『鏡のなかのボードレール』では19世紀フランスの大詩人、シャルル・ボードレールの終生の恋人だったジャンヌ・デュヴァルからボードレールを見るという斬新な視点を提示し、ヨーロッパや南アフリカという土地で18世紀から現在にいたるまで、褐色の肌の女性に対してどのような視線が言語によって形成されてきたかを探る。さらに日本におけるボードレール受容に光をあて、現存する書籍内から具体的に詩人や研究者のデュヴァルへの視線と評価をあらわす表現を引用しながら、日本が近代化のなかで受容し形成してきたヨーロッパとアフリカへの視線の原点に迫ろうとする。
このようにアフリカを軸にして作品を書く作家たちの作品を翻訳紹介することで、日本語内のステレオタイプな「アフリカ」を塗り替え、そのことで世界と歴史の全体像を認識しなおす同時代的なヒントを発信しつづけている。

## 受賞歴
『J・M・クッツェーと真実』で第73回読売文学賞（研究・翻訳部門）受賞。

## 著書
- 『風のなかの記憶』（私家版） 1981
- 『山羊にひかれて』（書肆山田） 1984
- 『愛のスクラップブック 』（ミッドナイト・プレス） 1992
- 『記憶のゆきを踏んで 』（インスクリプト） 2014.5
- 『鏡のなかのボードレール 』（共和国） 2016.6
- 『J・M・クッツェーと真実』（白水社） 2021.10
- 『山羊と水葬』（書肆侃侃房） 2021.10
- 『曇る眼鏡を拭きながら』斎藤真理子との共著（集英社）2023.10

## 翻訳

### アフリカ発 / 系の文学
- 『まんが アパルトヘイトの歴史』（IDAF, UNESCO、日本ユネスコ協会連盟共編訳、日本評論社） 1990.6
- 『アフリカ創世の神話 女性に捧げるズールーの讃歌』（マジシ・クネーネ、竹内泰宏共訳、人文書院） 1992
- 『優しさと力の物語』（ベッシー・ヘッド、スリーエーネットワーク） 1996
- 『心は泣いたり笑ったり マリーズ・コンデの少女時代』（マリーズ・コンデ、青土社） 2002 / 白水Uブックス 2024.11
- 『アフター・ザ・ダンス ハイチ、カーニヴァルへの旅』（エドウィージ・ダンティカ、現代企画室） 2003
- 『デイヴィッドの物語』（ゾーイ・ウィカム、大月書店） 2012.11

#### J・M・クッツェー
- 『マイケル・K』（J・M・クッツェー、筑摩書房） 1989、ちくま文庫 2006、岩波文庫 2015
- 『少年時代』（J・M・クッツェー、みすず書房） 1999
- 『鉄の時代』（J・M・クッツェー、池澤夏樹個人編集、河出書房新社、世界文学全集 I-11） 2008.9、河出文庫 2020.4
- 『サマータイム、青年時代、少年時代 - 辺境からの三つの〈自伝〉』（J・M・クッツェー、インスクリプト） 2014.6
- 『ヒア・アンド・ナウ』（J・M・クッツェー, ポール・オースター、山崎暁子共訳、岩波書店） 2014.9
- 『ダスクランズ』（J・M・クッツェー、人文書院） 2017.9
- 『モラルの話』（J・M・クッツェー、人文書院） 2018.5 - オリジナル英語版未刊時の翻訳
- 『J・M・クッツェー 少年時代の写真』（J・M・クッツェー、ハーマン・ウィッテンバーグ編、白水社） 2021.10
- 『スペインの家 三つの物語』（J・M・クッツェー、白水社・白水Uブックス） 2022.11
- 『ポーランドの人』（J・M・クッツェー、白水社） 2023.6
- 『その国の奥で』（J・M・クッツェー、河出書房新社）　2024.7

#### チママンダ・ンゴズィ・アディーチェ
- 『アメリカにいる、きみ』（チママンダ・ンゴズィ・アディーチェ、河出書房新社） 2007
- 『半分のぼった黄色い太陽 』（チママンダ・ンゴズィ・アディーチェ、河出書房新社） 2010.8
- 『明日は遠すぎて』（チママンダ・ンゴズィ・アディーチェ、河出書房新社） 2012.3
- 『アメリカーナ』（チママンダ・ンゴズィ・アディーチェ、河出書房新社） 2016.11、河出文庫 2019.12
- 『男も女もみんなフェミニストでなきゃ』（チママンダ・ンゴズィ・アディーチェ、河出書房新社） 2017.4
- 『イジェアウェレへ フェミニスト宣言、15の提案』（チママンダ・ンゴズィ・アディーチェ、河出書房新社） 2019.6
- 『なにかが首のまわりに』（チママンダ・ンゴズィ・アディーチェ、河出文庫） 2019.7
- 『パープル・ハイビスカス』（チママンダ・ンゴズィ・アディーチェ、河出書房新社） 2022.5

### その他
- 『ティンカー・クリークのほとりで』（アニー・ディラード、金坂留美子共訳、めるくまーる） 1991
- 『頭とからだと心の3重奏 自分のリズムがわかる本』（エヴリン・アトラニ=ソワイエ, アンヌ・ヴィダル、リブリオ出版） 1993
- 『いのちのための14か条 病気とけがのすべてがわかる本』（カトリーヌ・ドルト=トリッチ、リブリオ出版） 1993.1
- 『わたしたちの体』（シャンタル・アンリ＝ビアボーほか、リブリオ出版） 1993.4
- 『まなぶためのはじめの1歩 学校へいくみんなの本』（ナタリー・シモンドン, アンヌ・ヴィダル、リブリオ出版） 1993.4
- 『子どもを喰う世界』（ピーター・リーライト、さくまゆみこ共訳、晶文社） 1995.7
- 『中絶 - 生命をどう考えるか』（ロジャー・ローゼンブラット、晶文社） 1996.6
- 『マンゴー通り、ときどきさよなら』（サンドラ・シスネロス、晶文社） 1996.10、白水社白水Uブックス 2018.5
- 『サンアントニオの青い月』（サンドラ・シスネロス、晶文社） 1996.11、白水社白水Uブックス 2019.12
- 『昆虫の四季』（ギルバート・ヴァルトバウアー、長野敬共訳、青土社） 1998.3
- 『立ったまま埋めてくれ ジプシーの旅と暮らし』（イザベル・フォンセーカ、青土社） 1998.11
- 『キノコの不思議な世界』（エリオ・シャクター、青土社） 1999.11
- 『アンダルシアの農園ぐらし』（クリス・スチュアート、DHC） 2002.3
- 『パレスチナから報告します 占領地の住民となって』（アミラ・ハス、筑摩書房） 2005.5